# ドイツのレース
ドイツのレースでは、ドイツにおけるレースの歴史について述べる。

## 概要
16世紀末以降、ドイツでは織機で織ったレースの一種を生産していたことが知られている。アウスブルク、ニュルンベルク、フランクフルト、ストラスブールなどで印刷されたパターンブックにより、ドイツの室内装飾家がレースに関心が高かったことがわかる。1583年にストラスブールで出版されたベンハルト・ヨービンの本や、1597年にニュルンベルクで出版されたヨハン・ジープマッヒャーの本はイタリアで出版された本のライバルとして長命であった。
17世紀の商人の在庫目録により、レースが産業としてある程度成功していたことも明らかである。17世紀のレースの実例は、ニュルンベルクのゲルマン国立博物館に収蔵されている。バルトロメオ・ダニエリ (Bartolomeo Danieli) のパターンブックからの借用やポワン・ド・ヴニーズに似せたレースモチーフを印刷したドイツ製織物も残っている。18世紀には、ドレスデンやライプツィヒでレースを模した白糸刺繍が作られるようになり、高い評価をうけた。フランスやベルギーでも模倣された。
19世紀には、レース産業は急速に拡大した。1860年に機械レースが、ザクセン地方のプラウエンに紹介され、急速に発展した。1867年のパリ万国博覧会では低価格によるレース競争が起きた。そのため、ザクセン地方ではあらゆる種類のレースを作った。ドレスデンでは、美しい種類のレースを複製し豪華なレースを作った。1871年のフェリックス・オブリの報告によると、すべての製作所の指導は、ベルギーのレース工が行っていた。1883年ケミカルレースがドイツで開発された。この技術は後に、スイスのザンクト・ガレン地方業者による改良を経て、レリーフのある全てのレースの大量生産につながった。
20世紀初頭には、ドイツの主要都市には、レース教習所が作られていた。レニ・マタイはボビンレースにバウハウス・スタイルを適用したことで著名であった。彼女は1981年に108歳で亡くなるまで、線の表現にこだわり続けた。
機械レースがあらゆる種類のレースを生産し、手作りのレースは植民地で生産されるようになった。プラウエンの業者はモダンスタイルへの需要に適応して生産した。手作りのレースが植民地での生産に移行したことに加え、第二次世界大戦の影響により、ヨーロッパ全土の手作りレースは殆ど絶えた。手作りのレースは趣味として生き残っている。
1949年、シュヴァルムシュタットのツィーゲンハインに設立されたシュヴァルム博物館には、カラフルな民族衣装トラハトとともに、この地方を世界的に有名にした精巧な白い刺繍が展示されている。これらの刺繍の技法が今日まで伝承されたのは、アレキサンドラ・ティールマン (Alexandra Thielmann) とテクラ・ゴムベルト (Thekla Gombert) の2人の女性の働きによる。ティールマンは、ヴィリングハウゼに刺繍工房を設立し、伝統的デザイン画を蒐集し、富裕層の女性の好みに合うように発展させた。ゴムベルトは、スイスのザンクト・ガレンで修行し、1941年にこの地に住み着いた。技術や理論に卓越し、91歳まで作品を作り続けた彼女の作品は、シュヴァルム博物館2階の「ゴムベルトの部屋」に多数展示されている。